# プログレスMS-11
プログレスMS-11（ロシア語: Прогресс МC-11、ロシア製造番号441、NASAではプログレス72Pと呼称）は、国際宇宙ステーション（ISS）への補給のためにロスコスモスが打ち上げたプログレス補給船。この飛行はプログレス補給船の163回目の飛行である。

## 来歴
プログレスMSはプログレスMをもとに航法装置を強化した無人輸送機。この強化されたバリエーションは2015年12月21日に初めて打ち上げられた。このバージョンでは以下の強化が施されている：
- 人工衛星を展開可能な新しい外部コンパートメント。それぞれのコンパートメントは4個までの発射コンテナーを搭載することができる。プログレスMS-03で初めて搭載された。
- ドッキングおよび密閉機構の電気モーターの予備システムの追加による強化された冗長性
- 貨物コンパートメントへのパネル追加による微小隕石防護力の増強
- ロシアのルーチ中継衛星とのリンク機能によって、地上局の視野外でもテレメトリーと制御が可能に
- 地上局による軌道決定の必要なしに状況ベクトルおよび軌道パラメーターの決定を可能にするGNSS自律航法
- 宇宙ステーションとの直接無線データ交換機能によるリアルタイムの相対ナヴィゲーション
- ドッキング操作のための強化されたTV視野を可能にする新しいディジタル無線システム
- 統合コマンド・テレメトリー・システム（UCTS）によるウクライナ製のChezara Kvant-V無線システムおよびアンテナ・フィーダー・システムの置き換え
- クルスAからクルスNAディジタル・システムへの置き換え

## 打ち上げ前
2014年に打ち上げは2018年4月16日に予定された。2018年11月、打ち上げはEgyptSat-A宇宙機の打ち上げに伴って遅延し、2019年3月28に打ち上げられることが要求されたとコメルサント紙が報じた。2019年1月、RIAノーボスチは打ち上げが2019年4月4日に延期されたと報じた。

## 打ち上げ
プログレスMS-11は、2019年4月4日 11:01:34 UTCにカザフスタンのバイコヌール宇宙基地から打ち上げられた。この打ち上げにはソユーズ2.1aロケットが使用された。

## ドッキング
プログレスMS-11は、打ち上げの3時間22分後の14:22:26 UTCにピアース・モジュールにドッキングした。

## 貨物
プログレスMS-11宇宙船は、国際宇宙ステーションに与圧貨物1,400 kgを含む3,400 kgの貨物と補給物資を輸送した。
国際宇宙ステーションへの貨物の内訳は以下の通り：
- 与圧貨物：1,400 kg
- 燃料：900 kg
- 圧縮空気：47 kg
- 水：420 kg（ロドニック・システムで）

Bioplenka、Konstanta-2、Produtsent、Mikrovir、Struktura、Biodegradatsiya、Kristallizatorなど、いくつかの生命科学実験用の機器と、水草を育てるためのFaza容器と、教育実験Ryaskaのための関連照明装置も搭載した。

## ドッキング解除と投棄
プログレスMS-11は2019年7月29日 10:43 UTCにドッキングを解除した。そのご、大気の影響で軌道減衰し、残骸は同日中に太平洋に落下した。